# Tyrone Davis
Tyrone Davis, född Tyrone D. Fettson eller Tyrone D. Branch 4 maj 1938, död 9 februari 2005, var en amerikansk soulsångare. Han blev känd för hits som "Can I Change My Mind" och "Turn Back The Hands Of Time" och gav ut bland annat skivor på skivbolagen Dakar och CBS.

## Diskografi
Album
- Can I Change My Mind (1969)
- Turn Back The Hands of Time (1970)
- I Had It All The Time (1972)
- Without You In My Life (1972)
- It's All in The Game (1973)
- Turning Point (1975)
- Love and Touch (1976) Columbia
- Let's Be Closer Together (1977)
- I Can't Go On This Way (1978)
- In the Mood with Tyrone Davis (1979)
- Can't You Tell It's Me (1979)
- I Just Can't Keep On Going (1980)
- Everything in Place (1981)
- Tyrone Davis (1982)
- Something Good (1983)
- Sexy Thing (1985)
- Pacifier (1987)
- Man of Stone (1987)
- Flashin' Back (1988)
- Come On Over (1990)
- Ill Always Love You (1991)
- Somethings Mighty Wrong (1992)